# HMS Parthian (N75)
«Партіан» (N75) (англ. HMS Parthian (N75) — військовий корабель, головний підводний човен у серії типу «Партіан» Королівського військово-морського флоту Великої Британії часів Другої світової війни.

## Історія створення
«Партіан» був закладений 30 червня 1928 на верфі компанії Chatham Dockyard, Чатем. 13 січня 1931 увійшов до складу Королівських ВМС Великої Британії.